# Rozejm w Trewirze
Rozejm w Trewirze – traktat rozejmowy pomiędzy Ententą i Republiką Weimarską, uzgodniony w Trewirze 16 lutego 1919 roku w związku z upływem terminu, na jaki został zawarty rozejm w Compiègne.
Alianci odrzucili wniosek Niemców o automatyczne przedłużenie ważności rozejmu, zmuszając ich do podjęcia rokowań. Na wyraźne żądanie marszałka Ferdinanda Focha do układu dopisano postanowienia dotyczące zakończenia konfliktu polsko-niemieckiego, w szczególności – powstania wielkopolskiego. Zobowiązano Niemców do zaprzestania kroków zaczepnych przeciw Polakom; wytyczono także linię demarkacyjną. W ten sposób rozejm zakończył powstanie wielkopolskie.
W związku z uchybieniami formalnymi w tekście traktatu (brakiem precyzyjnego określenia momentu wejścia w życie), wkrótce po jego podpisaniu Niemcy dokonali licznych prowokacji, próbując przesuwać front w korzystny dla siebie sposób. Incydenty zbrojne powtarzały się również później, a przez kilka miesięcy do momentu podpisania właściwego traktatu pokojowego, bilans ofiar śmiertelnych tych prowokacji po stronie polskiej urósł do liczby 121 poległych.